# 齐溪镇
齐溪镇，是中华人民共和国浙江省衢州市开化县下辖的一个乡镇级行政单位。

## 行政区划
齐溪镇下辖以下地区：
大龙村、江源村、左溪村、上村、里秧田村、丰盈坦村、岭里村、齐溪村、仁宗坑村和龙门村。